# Tracy Depot
Tracy Depot é uma área não-incorporada pertencente ao Condado de Restigouche, New Brunswick, Canadá.